# Wilhelm Wegehaupt

Wilhelm Wegehaupt (1905)

Wilhelm Wegehaupt (* 13. Februar 1845 in Breslau; † 5. Januar 1917 in Hamburg) war ein deutscher Klassischer Philologe und Gymnasialdirektor.
Wilhelm Wegehaupt besuchte das Maria-Magdalenen-Gymnasium in Breslau, wo er am 24. März 1863 die Reifeprüfung ablegte. Anschließend studierte er Klassische Philologie, Germanistik, Geographie und Geschichte an den Universitäten zu Breslau und Leipzig. Am 26. Dezember 1867 legte er in Breslau die Lehramtsprüfung ab und begann zu Neujahr 1868 den Vorbereitungsdienst, zunächst in der Realschule am Zwinger, ab Ostern 1868 als Kandidat und Verwalter einer Oberlehrerstelle am Maria-Magdalenen-Gymnasium, ab Ostern 1869 als Hilfslehrer. Zum 1. September wurde er dort als Collaborator fest angestellt; später rückte er zum ordentlichen Lehrer auf. Ab 1870 war er außerdem Mitglied der Schlesischen Gesellschaft für vaterländische Kultur.
Zum 1. April 1878 verließ Wegehaupt seine schlesische Heimat und ging als Oberlehrer an das Gymnasium zu Mönchen-Gladbach. Zum 1. Juli 1881 wurde er zum Direktor des Gymnasiums in Neuwied berufen. Zum 1. April 1890 wechselte er an das Gymnasium zu Kiel, am 1. April 1892 schließlich an das Wilhelm-Gymnasium zu Hamburg. Dort betätigte er sich unter anderem in der Debatte um die Schulreform als Fürsprecher des humanistischen Gymnasiums. Während seiner 20-jährigen Amtszeit nahm die Schülerzahl stetig zu, so dass ein Anbau für die naturwissenschaftlichen Fächer nötig wurde (1908 eingeweiht). In Hamburg erhielt Wegehaupt auch den Professorentitel.
Zu Ostern 1912 trat Wegehaupt in den Ruhestand. Im selben Jahr verlieh ihm die Universität Breslau anlässlich ihres 100-jährigen Jubiläums die philosophische Ehrendoktorwürde. Sein Sohn Hans Wegehaupt (1872–1914), der als Plutarch-Forscher bekannt war, fiel im Ersten Weltkrieg.
Wegehaupt veröffentlichte einige Abhandlungen über die republikanische Geschichte Roms sowie Schulausgaben des Livius und Horaz.

## Schriften (Auswahl)
- M. Caelius Rufus. Breslau 1878 (Schulprogramm)
- P. Cornelius Dolabella. Mönchengladbach 1880 (Schulprogramm)
- Gymnasium mit Realprogymnasium zu Neuwied (Programm). Neuwied, urn:nbn:de:hbz:061:1-304479 (1883–1889).
- Zur Frage der Einheitsschule. Hamburg 1902 (Schulprogramm)
- Wilhelm-Gymnasium zu Hamburg. Festschrift zum 25-jährigen Jubiläum der Anstalt. Hamburg 1906
- Ciceros Rede pro C. Rabirio, perduellionis reo. Hamburg 1912 (Schulprogramm)